# Accord catalan pour le progrès
L'Accord catalan pour le progrès (en catalan Entesa Catalana de Progrés, en espagnol, Acuerdo Catalán de Progreso) est une ancienne coalition électorale catalane qui a existé de 1998 à 2011.

## Historique
La coalition est constituée à l'occasion des élections générales espagnoles de 2000 et dissoute en 2011 avant les élections de 2011 pour être remplacée par une autre coalition, l'Accord pour le progrès de la Catalogne.

## Composition
La coalition est composée du Parti des socialistes de Catalogne, de la Gauche républicaine de Catalogne et de l'Initiative pour la Catalogne Verts.